# Apocalyptic Feasting
Apocalyptic Feasting — дебютный студийный альбом американской техничной дэт-метал-группы Brain Drill, выпущенный 5 февраля 2008 года на лейбле Metal Blade Records. Это последний релиз группы с участием басиста Джеффа Хьюэлла и барабанщика Марко Питрузеллы перед их уходом из группы в 2008 году. Apocalyptic Feasting в основном был хорошо принят критиками.

## Список композиций
| №                   | Название                 | Длительность |
| ------------------- | ------------------------ | ------------ |
| 1.                  | «Gorification»           | 3:53         |
| 2.                  | «The Parasites»          | 3:24         |
| 3.                  | «Apocalyptic Feasting»   | 3:41         |
| 4.                  | «Swine Slaughter»        | 3:10         |
| 5.                  | «Forcefed Human Shit»    | 1:31         |
| 6.                  | «Consumed by the Dead»   | 3:18         |
| 7.                  | «Revelation»             | 3:44         |
| 8.                  | «Bury the Living»        | 4:13         |
| 9.                  | «The Depths of Darkness» | 3:54         |
| 10.                 | «Sadistic Abductive»     | 4:19         |
| Общая длительность: | Общая длительность:      | 35:12        |

## Участники записи

### Brain Drill
- Джефф Хьюэлл — бас-гитара
- Дилан Раскин — гитара
- Марко Питрузелла — барабаны
- Стив Ратьен — вокал

### Технический персонал
- Зак Орен — продюсирование, мастеринг, сведение
- Пер Олофссон — обложка